# El Tanque, Teloloapan
El Tanque är en ort i Mexiko.   Den ligger i kommunen Teloloapan och delstaten Guerrero, i den södra delen av landet, 140 km sydväst om huvudstaden Mexico City. El Tanque ligger 1 715 meter över havet och antalet invånare är 167.
Terrängen runt El Tanque är huvudsakligen kuperad, men den allra närmaste omgivningen är platt. El Tanque ligger uppe på en höjd. Runt El Tanque är det ganska glesbefolkat, med 36 invånare per kvadratkilometer. Närmaste större samhälle är Teloloapan, 3,0 km norr om El Tanque. I omgivningarna runt El Tanque växer huvudsakligen savannskog.